# Eulàlia Grau
Eulàlia Grau (Tarrasa, Barcelona, 1946) o "Eulàlia", tal como firma sus obras, es una artista española. Es una de las artistas más significativas con respecto a uno de los episodios de cambio más importantes de la sociedad catalana, lo que va de la dictadura de Franco a la primera  transición. Su trabajo es fruto de un profundo compromiso ético que pone en evidencia la manipulación de la imagen y la discriminación de la mujer; también denuncia la corrupción, el abuso de poder y la manipulación social, temáticas que recuperan gran actualidad en estos momentos. Eulàlia Grau utiliza técnicas como el  collage  y el fotomontaje para construir un vocabulario iconográfico impactante. Eulàlia Grau ha sido considerada una autora a medio camino entre el papel del artista de vanguardia y la activista.

## Biografía
Nació en Tarrasa en 1946. Comenzó a estudiar bellas artes en Barcelona, pero lo dejó para estudiar cine en la Sala Aixelà, donde tuvo de profesores a Pedro Portabella y Alexandre Cirici, conoció aJacinto Esteva y coincidió con José Gusí y Antoni Padrós. Más adelante estudió diseño en el escuela Herramienta con Cirici, Albert Ràfols-Casamada y Josep Maria Carandell. En Milán colaborar en el estudio de diseño para Olivetti. Precisamente en un momento en que los artistas investigaban nuevos medios, Eulalia se decidió por el trabajo artístico con iconografías de contenido crítico muy político. Comienza sus trabajos a partir del collage, utilizando fotografías extraídas de la prensa escrita y adoptando una actitud crítica hacia la información transmitida a través de los medios de comunicación. Sus obras tienen una significativa carga política y contenido social.
La crítica sitúa a Eulalia dentro del grupo del arte conceptual catalán de los años setenta, en el que es interesante constatar la importante presencia de artistas mujeres, aunque ella no considera que pertenezca al arte conceptual. Estas mujeres artistas, afirmando su propia identidad, a menudo ponen en cuestión los estereotipos femeninos. Es el caso de Esther Ferrer, Fina Miralles, Eugenia Balcells, Sílvia Gubern, Àngels Ribé y Olga Pijoan, entre otras. El arte de Eulàlia Grau, a pesar de representar un cierto protofeminisme, va más allá y llega a la crítica política y el activismo.
En 1975 presenta la serie eminentemente política  Inventemos también nosotros  en la Galería G. Eulàlia Grau es el artista más crítica ante la situación de la condición femenina. En la serie Discriminación de la mujer  (1977), contrasta las imágenes para poner de manifiesto la explotación de la mujer no sólo en el medio artístico, sino también dentro del ámbito profesional en general.
De mediados a finales de los años ochenta vive y trabaja en Berlín, donde también se especializa en estudios  chinos y cultura oriental. A partir de 1991 vive durante unos años en Pekín. Cuando vuelve a Cataluña a finales de los noventa, retoma la actividad artística progresivamente.

## Obra
Inició su trabajo a principios de los setenta. Desde 1973 realiza una serie de telas emulsionadas, serigrafías, libros, carteles, intervenciones en revistas, películas y montajes fotográficos en los que desarrolla un discurso muy crítico. Aborda temas como la desigualdad social que se hace evidente en las diferentes tipologías de viviendas y hábitos domésticos, o en la forma en que se aplica la justicia. Desde una perspectiva feminista muy reivindicativa, analiza la discriminación de la mujer en la sociedad del momento. Y también la cultura de la muerte, y las formas coactivas de mantenimiento del orden a través de la policía, el ejército o las  prisiones.
A partir de imágenes extraídas de los medios de comunicación, que documentan la sociedad del momento, analiza la presencia recurrente de la violencia, la masificación o la técnica en la vida cotidiana. Su obra reflexiona sobre el sistema económico y social capitalista, sobre cómo se perpetúa a través de los sistemas de control y de mantenimiento del orden público que ejercen la escuela, la familia, la prensa o la televisión. Constituye una reflexión de carácter ético sobre ciertos elementos perniciosos característicos de nuestra sociedad, como las estructuras de consolidación del poder, del triunfo y del fracaso, la producción desenfrenada y el consumo, las luchas sociales, la guerra, o cuáles son los medios represivos e impositivos.

### Obras destacadas
Un rasgo común de su trabajo es el empeño por desenmascarar las diferencias que empañan nuestro entorno, la violencia estructural que impregna la cotidianidad y, también, el macrosistema en el que nos encontramos inmersos. Denuncia la instrumentalización de nuestras vidas y de la política, marcadas por los intereses del capital y del mercado. Así se puede ver en sus principales obras:
- Etnografies (1972-1974): En esta serie de telas construye collages, a partir de fotografías de prensa, en el que presenta imágenes con asociaciones críticas y comentarios ácidos sobre el consumo, la violencia, el uso del poder y los valores  burgueses. La presentó en la Sala Vinçon de Barcelona en 1973 y en la Galería Buades de Madrid del año siguiente. Para esta primera exposición hizo un collage en el que incluía su fotografía, con imágenes alrededor. Es una especie de biografía que narraba los pecados cometidos y sus objetos de consumo habituales. Con los pecados se condenaba ante la Iglesia católica; con los productos comerciales, ante las trampas del sistema.[6]

- La cultura de la mort (1975) es una serie de serigrafías donde contrapone escenas de cacerías, manifestaciones, persecuciones policiales y atracos a bancos. Todas las imágenes aluden a formas de ejercer el poder, a menudo mediante la violencia. Pone de manifiesto una sociedad y una cultura arraigadas en la muerte y la destrucción.[6]

- Cancionero de los hombres verticales y de los hombres horizontales (1975) es un libro, hasta ahora inédito, donde trata de las formas de representación de los hombres triunfadores o verticales, y las de los hombres horizontales, perdedores o fracasados. Destaca atributos simbólicos y esto le permite caracterizar las dos tipologías y la pertenencia a clases sociales diferentes.[6]

- ...Inventemos también nosotros... (1976) es una obra que habla de Diego Navarro, obrero andaluz, padre de familia numerosa que estaba en paro. Después de participar en una manifestación, ingresó en prisión donde se acabó suicidando. La pieza se completa con la historia de Juan Vilá Reyes, conocido empresario catalán implicado en el fraude de Matesa, por lo que fue encarcelado y posteriormente indultado. Contrasta la escasez de información e imágenes del primer caso con la abundancia de datos del segundo. Eulàlia Grau presentó esta obra en la Galería G de Barcelona y, para la carpeta conmemorativa, reprodujo la imagen de la familia de Navarro en su entorno modesto, junto a una fotografía de la familia Carter paseando rodeados de guardaespaldas en  El règim capitalista crea cada dia situacions com aquesta (1976).[6][7]

- Vivendes...vivendes (1976-1977) es una obra que muestra las desigualdades sociales. La obra es un análisis de las casas de algunos barrios de Barcelona que concluye que hay dos tipologías de viviendas: de las clases dominantes y las de las dominadas. Las casas de barrios obreros apenas cubren los mínimos legales de habitabilidad. En cambio, las casas burguesas son afirmaciones de poder y prestigio.[6]

- Discriminació de la dona (1977): Obra donde las imágenes muestran con gran crudeza el sometimiento y la desigualdad ante el hombre.[6]

- El cost de la vida (1977-1979) es un quadrillage o cartografía comparativa de los tres estadios del capitalismo: el protocapitalismo (propio de países como España, Italia o Francia), el postcapitalismo (Alemania ) y el precapitalisme (Tercer Mundo). Muestra cómo el control se ejerce con mayor o menor sutileza, pero está presente en todos los sistemas y siempre legitimado por la sociedad.[6]

- Les Setrilleres (1978) es una intervención fruto de una colaboración con Francisco Abad y Miralda. El objeto era el  Monumento a los caídos  de Tarrasa, conocido con este sobrenombre. Un montaje fotográfico a gran escala, encuestas y un espacio lúdico para que el público expresara y haz una reflexión sobre la historia del país a partir de iconos y símbolos utilizados por el poder.[6][8]

- Orden público (1978) es un libro y cartel donde se muestran las formas enmascaradas de control, que se canalizan a través de los medios de comunicación, la familia y la escuela, pero también aquellas en las que las instituciones legitimadas para ejercerlo (policía, ejército, determinados usos de la tecnología) utilizan la violencia explícita e indisimulada.

- Per què? (1979) es también un libro, pero, en esta ocasión para niños. Tres ejemplares únicos y diferentes, en que se combinan varios colores, donde se tratan temas como la guerra, la violencia, el dinero y el sexo desde la perspectiva infantil.[6]

- A Desarmament-desenvolupament (1979) evidencia, en un cartel, la contradicción entre los acuerdos de paz y el trasfondo verdadero de las decisiones políticas. Así pues, pone de manifiesto cómo el presidente de Estados Unidos, Jimmy Carter, incrementaba en 1979 el presupuesto de Defensa en un 9,4%, a pesar del compromiso de limitar la producción armamentística.[6]

- Flic-Story. Historia de detectives (1979) es otro cartel que ilustra la captura de Jacques Mesrine, un fugitivo perseguido por la policía francesa que fue enemigo  público número uno.[6]

- Klara (1983-1984)  es una instalación que explora el significado que la sociedad otorga a la muerte. Muestra fotografías en color de seis cementerios al sur de Berlín, y el recorrido imaginario, en blanco y negro, de Klara, la lápida de la que ya está preparada para cuando se le tenga que enterrar junto a su marido. Se completa con la lectura de un panegírico del clérigo Jacobo Benigno Bossuet (1627-1704) y con la misa de Tournai, composición polifónica anónima del siglo XIV.[6]

- Me gustaría morir en un lugar donde nadie me viera. María (2012-2013) es una proyección donde contrapone las fotografías del día a día de María, sin techo, con varios montajes satíricos de célebres casos de corrupción política y financiera recientes y en el  contexto de la crisis actual.[6]

Eulàlia Grau también hace obra para revistas. Por ejemplo, la revista Canigó (1982-1983) la invitó dos años a diseñar la imagen de la portada, con motivo del día de la mujer. En ambos casos, presentó imágenes de niños y niñas en el que se contraponían los roles que la sociedad les asignaba según el género.  Kommentar (1982)  es un trabajo originalmente publicado en la revista alemana Docks, una reflexión sobre las cárceles. Muestra cómo tanto prisioneros como vigilantes están tras rejas.

## Exposiciones destacadas
El MACBA realizó una exposición monográfica en 2013. La exposición se centró en los trabajos realizados en los años setenta y principios de los ochenta. A mediados de esa década, Eulalia abandona su práctica artística pública, actividad que ha retomado en los últimos años.
Exposiciones individuales destacadas
- 1973, Galeria Vinçon, Barcelona[9][10]
- 1974 Madrid
- 1976 Barcelona
- 1979 Genf
- 1980 Conway Hall Londres
- 1984 Werkstatt Galerie Munich
- 1985 Tokio.
- 2013 Barcelona: Eulàlia Grau. Mai no he pintat àngels daurats (MACBA): la exposición reúne casi un centenar de obras de la década de los años setenta y principios de los ochenta, muchas de ellas inéditas, que obligan al espectador a reflexionar sobre cuáles son los mecanismos en que se fundamenta nuestra sociedad, de donde proceden los valores imperantes y cómo se articulan los sistemas de represión. La muestra también incluye una obra inédita de producción reciente,  Me gustaría morir en Un lugar donde nadie me viera. María  (2011-2012) una proyección de fotografías sobre casos actuales de corrupción política y financiera, como el caso Gürtel,  Nóos,  Millet y de otros. Eulàlia Grau enuncia y denuncia la realidad, tomando imágenes procedentes de la prensa, que recompone y utiliza como elementos de análisis por contraposición. Un mosaico de situaciones reales aparentemente inconexas, que coexisten en nuestro sistema socioeconómico y cultural.

Exposiciones colectivas destacadas
- 1978 Staatliche Kunsthalle Berlin
- 1979 Fundación Joan Miró, Barcelona
- 1980 Zagreb
- 1980 Palacio de Velázquez, Madrid
- 1981 Kunstmuseum Rouen
- 1983 Galerie Ars Viva Berlín[11]